# Rheinallee 24 (Bonn)

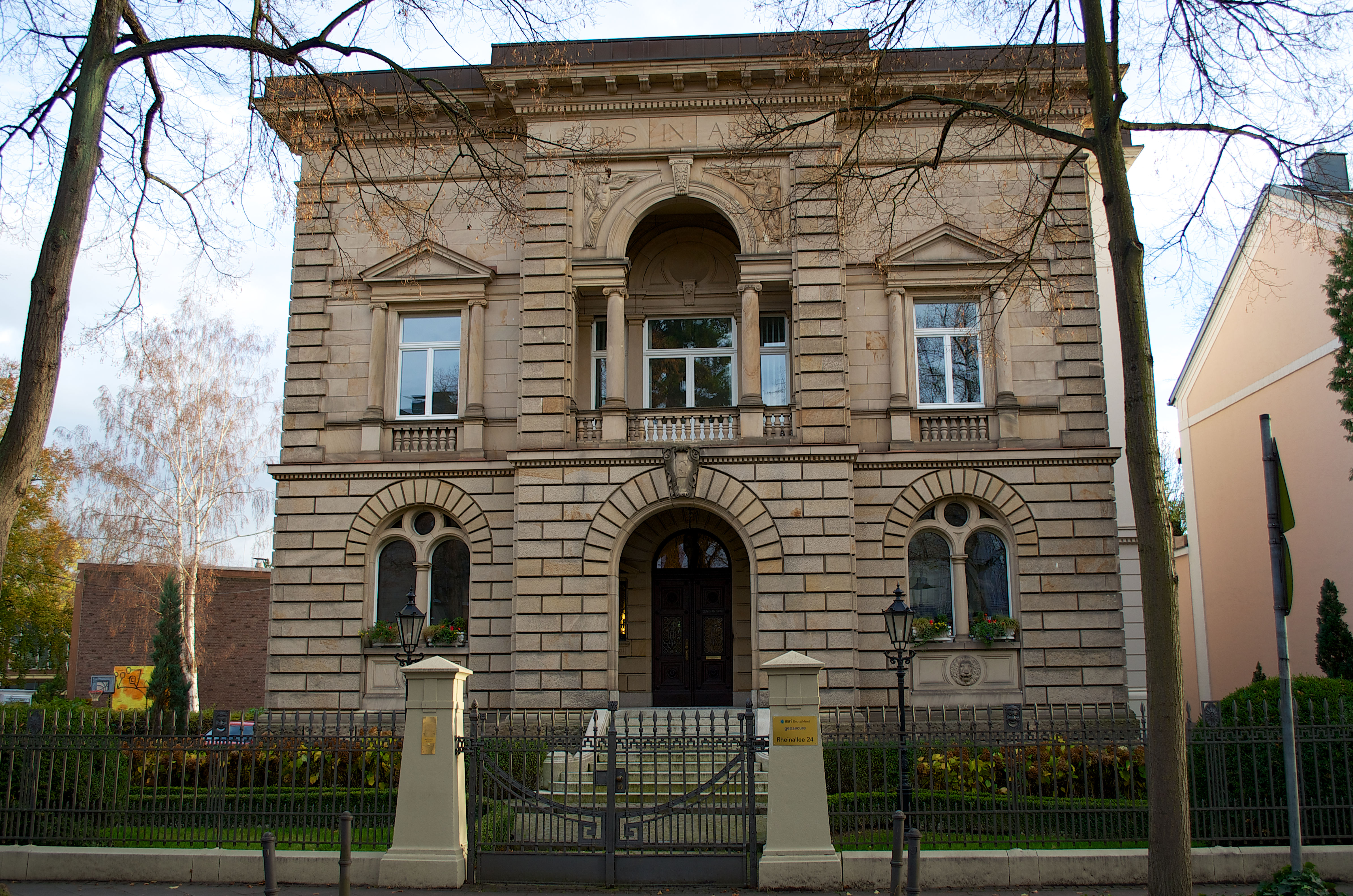
Villa Rheinallee 24 (2012)

Das Gebäude Rheinallee 24 (auch Villa Schorlemmer genannt) ist eine Villa im Bonner Stadtbezirk Bad Godesberg, die von 1903 bis 1905 errichtet wurde und heute als Bürogebäude dient. Sie liegt im Zentrum des Ortsteils Godesberg-Villenviertel. Die Villa steht als Baudenkmal unter Denkmalschutz.

## Geschichte
Die Villa entstand als Teil des nach 1900 intensiv bebauten „zweiten“ Godesberger Villenviertels für den Bauherrn Hermann Esser, einen Privatier, nach einem Entwurf des Koblenzer Architekturbüros Bock & Noelte. Später ging sie in den Besitz von Rudolph Schorlemmer über, der in einem weiteren Anwesen an der Rheinallee ein Sanatorium betrieb. 1936 erwarb das Deutsche Kolleg, eine an keine Religionsgemeinschaft gebundene höhere Schule, die Villa und nutzte sie als eines von drei Schulgebäuden neben den benachbarten Häusern Rheinallee 26 und 28.:125 Im Sommer 1939:126 wurde das Deutsche Kolleg mit dem Aloisiuskolleg zur Städtischen Oberschule zusammengeschlossen, nach der kriegsbedingten Schließung des Schulbetriebs im Herbst 1944 wurde es nicht wiederbegründet.:112
1952 richtete der Staat Pakistan in der Villa die Kanzlei seiner Botschaft in der Bundesrepublik Deutschland am Regierungssitz Bonn ein (→ Liste der diplomatischen Vertretungen). Auch die Konsularabteilung war hier untergebracht. Als Residenz, Wohnsitz des Botschafters, diente die Villa Leonhart in Königswinter. 1999 zog die Botschaft mit der Verlegung des Regierungssitzes nach Berlin um (siehe Pakistanische Botschaft in Berlin), worauf die Villa 2000 in Privatbesitz verkauft wurde.:129 Bis 2020 war sie Sitz der Deutschlandrepräsentanz des Softwareherstellers ESRI.

## Architektur
Die Villa ist ein zweigeschossiger Sandsteinbau mit Mezzanin (Halbgeschoss). Stilistisch lässt sie sich der italienischen Renaissance (Neorenaissance) zurechnen. Die straßenseitige Fassade umfasst drei Achsen und verfügt über einen einachsigen Mittelrisalit, der im Obergeschoss als einbogige Loggia ausgebildet ist. Das Mauerwerk ist im Erdgeschoss und an den Rändern des Obergeschosses rustiziert.
Die beiden Fenster des Erdgeschosses sind als gekuppelte Bogenfenster mit kreisförmigem Maßwerk ausgeprägt, deren Brüstung unterhalb der Sohlbank eingezogen ist und Löwenköpfe zeigt. Im Obergeschoss werden die beiden außenliegenden Fenster von Ädikulä mit Dreiecksgiebeln eingerahmt. Unterhalb des Dachgesimses erstreckt sich über alle drei Achsen eine Inschrift des römischen Dichters Horaz: Aeqam memento rebus in arduis servare mentem – eine Aufforderung, in schwierigen Zeiten den Verstand zu bewahren.